# Pupuya (distrito)
Pupuya fue uno de los distritos que integró la subdelegación de Navidad, en el antiguo departamento de San Fernando, provincia de Colchagua.
El territorio del distrito fue organizado por decreto del presidente José Joaquín Pérez Mascayano el 14 de agosto de 1867.

## Historia
El distrito, que ocupó el número 5.° de la subdelegación Navidad, fue creado por decreto supremo del 14 de agosto de 1867, que divide el departamento de San Fernando en veinte subdelegaciones y numerosos distritos. El documento determina así sus límites:

Al norte, el mar; al este, el deslinde occidental del distrito núm. 4; al oeste, la quebrada del Chorrillo, desde su desembocadura en el mar hasta que encuentra el camino del Alto del Membrillo y este camino hasta que, bajando por la cuesta del Valle de Hidango, atraviesa el zanjón del mismo nombre; y al sur, este mismo zanjón, llamado más adelante de los Espinillos, hasta que lo cruza el camino de Las Trancas.

El Decreto con Fuerza de Ley N.° 8.583 del 30 de diciembre de 1927 redistribuye el territorio del departamento de San Fernando, y los distritos se suprimen.

## Administración
La administración del territorio estaba a cargo de un inspector, quien respondía a las órdenes del subdelegado, quien tenía la potestad de nombrarlos o removerlos dando cuenta al gobernador departamental.